# Camillo Ciano
Camillo Ciano (Marcianise, 22 febbraio 1990) è un calciatore italiano, attaccante svincolato.

## Caratteristiche tecniche
Gioca principalmente come ala o come trequartista o seconda punta. Mancino di piede, predilige svariare su tutto il fronte offensivo, molto bravo tecnicamente, possiede un ottimo tiro dalla lunga distanza. Inoltre è molto abile sui calci piazzati, in possesso di un buon dribbling, ma soprattutto si dimostra egregio nell'effettuare cross ed assist per i compagni.

## Carriera

### Club

#### Gli inizi, Napoli e vari prestiti
Cresciuto nel Vernall Marcianise e nel Napoli, nel 2009 passa al Lecco e l'anno dopo alla Cavese, sempre in Prima Divisione, assieme al fratello Michele. Nei due anni in terza serie mette a segno complessivamente 19 gol. Nell'estate del 2011 passa in prestito al Crotone, in Serie B, con cui nella prima stagione gioca 28 partite realizzando sette reti. L'anno seguente, confermato il prestito, sigla tre reti in 38 presenze.
Il 13 luglio 2013 passa al Padova, sempre in Serie B, in prestito con diritto di riscatto. Il 14 gennaio 2014 passa all'Avellino, con la formula del prestito con diritto di riscatto della metà del cartellino; segna il suo primo gol con la squadra irpina il 31 gennaio nella partita pareggiata per 1-1 contro il Latina. La seconda marcatura la mette a segno su calcio di punizione in Varese - Avellino 1-1.

#### Crotone e Cesena
Il 1º settembre 2014 viene acquistato a titolo definitivo dal Parma, che poi lo gira in prestito biennale al Crotone. Dopo aver collezionato 37 presenze e 17 gol in Serie B, il 6 luglio 2015 viene tesserato dal Crotone a titolo definitivo. Il 10 agosto seguente viene ceduto al Cesena firmando un contratto triennale e ritrovando Massimo Drago, suo allenatore proprio a Crotone. Esordisce in maglia bianconera il 20 agosto 2015 nella partita di Coppa Italia contro il Catania vinta 1-4, dove realizza una doppietta.

#### Frosinone
Il 10 luglio 2017 passa a titolo definitivo per 1,3 milioni al Frosinone, squadra con cui firma un contratto quadriennale. A fine stagione, dopo aver segnato complessivamente 16 reti (2 di queste nei play-off contro il Palermo) e vinto la classifica degli assist della stagione, ottiene la promozione in massima serie con la società ciociara.
Il 20 agosto 2018 fa il suo esordio in Serie A all'età di 28 anni e 6 mesi, nella partita persa per 4-0 in trasferta contro l'Atalanta. Il 30 settembre segna il suo primo gol, trasformando un calcio di rigore che però non eviterà la sconfitta contro il Genoa (1-2). Il 27 gennaio 2019 realizza la sua prima doppietta nella massima serie italiana, nella vittoria in trasferta dei ciociari per 4-0 contro il Bologna. In stagione sigla 7 reti e fornisce 4 assist, non riuscendo però ad impedire la retrocessione della squadra. Il 30 ottobre dello stesso anno, in B, realizza la sua prima tripletta in carriera nella partita vinta per 3-0 in casa contro il Trapani.

#### Benevento
Il 27 agosto 2022 viene ufficializzato il passaggio a titolo definitivo al Benevento, nell'ambito della trattativa che ha portato Roberto Insigne al Frosinone. Il 15 gennaio 2023 sigla il suo primo gol con i sanniti, in occasione del pareggio per 1-1 in casa del Cosenza. Al termine della stagione 2023-2024 rimane svicolato.

#### Casertana
Rimasto svincolato da più di sei mesi, il 7 marzo 2025 viene ingaggiato dalla Casertana, prendendo la maglia numero 10.

### Nazionale
Colleziona una presenza nella Nazionale Under-16 e quattro in Under-17, senza andare a segno.

## Statistiche

### Presenze e reti nei club
Statistiche aggiornate al 28 aprile 2025.
| Stagione         | Squadra          | Campionato       | Campionato | Campionato | Coppe nazionali | Coppe nazionali | Coppe nazionali | Coppe continentali | Coppe continentali | Coppe continentali | Altre coppe | Altre coppe | Altre coppe | Totale | Totale |
| Stagione         | Squadra          | Comp             | Pres       | Reti       | Comp            | Pres            | Reti            | Comp               | Pres               | Reti               | Comp        | Pres        | Reti        | Pres   | Reti   |
| ---------------- | ---------------- | ---------------- | ---------- | ---------- | --------------- | --------------- | --------------- | ------------------ | ------------------ | ------------------ | ----------- | ----------- | ----------- | ------ | ------ |
| 2009-2010        | Lecco            | 1D               | 31         | 8          | CI-LP           | 0               | 0               | -                  | -                  | -                  | -           | -           | -           | 31     | 8      |
| 2010-2011        | Cavese           | 1D               | 32         | 9          | CI+CI-LP        | 0+0             | 0               | -                  | -                  | -                  | -           | -           | -           | 32     | 9      |
| 2011-2012        | Crotone          | B                | 28         | 7          | CI              | 3               | 1               | -                  | -                  | -                  | -           | -           | -           | 31     | 8      |
| 2012-2013        | Crotone          | B                | 38         | 3          | CI              | 2               | 2               | -                  | -                  | -                  | -           | -           | -           | 40     | 5      |
| 2013-gen. 2014   | Padova           | B                | 13         | 2          | CI              | 2               | 0               | -                  | -                  | -                  | -           | -           | -           | 15     | 2      |
| gen.-giu. 2014   | Avellino         | B                | 17         | 3          | CI              | 0               | 0               | -                  | -                  | -                  | -           | -           | -           | 17     | 3      |
| 2014-2015        | Crotone          | B                | 37         | 17         | CI              | 0               | 0               | -                  | -                  | -                  | -           | -           | -           | 37     | 17     |
| Totale Crotone   | Totale Crotone   | Totale Crotone   | 103        | 27         |                 | 5               | 3               |                    | -                  | -                  |             | -           | -           | 108    | 30     |
| 2015-2016        | Cesena           | B                | 31+1       | 11+1       | CI              | 1               | 2               | -                  | -                  | -                  | -           | -           | -           | 33     | 14     |
| 2016-2017        | Cesena           | B                | 36         | 15         | CI              | 4               | 2               | -                  | -                  | -                  | -           | -           | -           | 40     | 17     |
| Totale Cesena    | Totale Cesena    | Totale Cesena    | 67+1       | 26+1       |                 | 5               | 4               |                    | -                  | -                  |             | -           | -           | 73     | 31     |
| 2017-2018        | Frosinone        | B                | 42+4       | 14+2       | CI              | 2               | 0               | -                  | -                  | -                  | -           | -           | -           | 48     | 16     |
| 2018-2019        | Frosinone        | A                | 33         | 7          | CI              | 1               | 0               | -                  | -                  | -                  | -           | -           | -           | 34     | 7      |
| 2019-2020        | Frosinone        | B                | 30+5       | 8+2        | CI              | 2               | 2               | -                  | -                  | -                  | -           | -           | -           | 37     | 12     |
| 2020-2021        | Frosinone        | B                | 26         | 3          | CI              | 1               | 0               | -                  | -                  | -                  | -           | -           | -           | 27     | 3      |
| 2021-2022        | Frosinone        | B                | 33         | 4          | CI              | 1               | 0               | -                  | -                  | -                  | -           | -           | -           | 34     | 4      |
| Totale Frosinone | Totale Frosinone | Totale Frosinone | 164+9      | 36+4       |                 | 7               | 2               |                    | -                  | -                  |             | -           | -           | 180    | 42     |
| 2022-2023        | Benevento        | B                | 19         | 5          | CI              | -               | -               |                    | -                  | -                  |             | -           | -           | 19     | 5      |
| 2023-2024        | Benevento        | C                | 31+3       | 5          | CI-C            | 1               | 0               | -                  | -                  | -                  | -           | -           | -           | 35     | 5      |
| Totale Benevento | Totale Benevento | Totale Benevento | 50+3       | 10         |                 | 1               | 0               |                    | -                  | -                  |             | -           | -           | 54     | 10     |
| mar.-giu. 2025   | Casertana        | C                | 9          | 0          | CI-C            | -               | -               | -                  | -                  | -                  | -           | -           | -           | 9      | 0      |
| Totale carriera  | Totale carriera  | Totale carriera  | 486+13     | 126        |                 | 20              | 9               |                    | -                  | -                  |             | -           | -           | 519    | 135    |